# 雷氏柔蛛
雷氏柔蛛（学名：Agalenatea redii）为园蛛科柔蛛属的动物。分布于欧洲、俄罗斯以及中国大陆的新疆等地，常生活于草丛 多布网于山野林间草丛以及亦见于农田地梗的杂草丛中。